# Число Дерягина
Число Дерягина ({\displaystyle \mathrm {Dg} } или {\displaystyle \mathrm {De} }) — критерий подобия в физике поверхностных явлений, выражающий соотношение между толщиной плёнки и капиллярной длиной. Оно определяется следующим образом:
{\displaystyle \mathrm {Dg} =L{\sqrt {\frac {\rho g}{2\sigma }}}={\sqrt {\frac {\mathrm {Eo} }{2}}},}
где
- {\displaystyle g} — ускорение свободного падения;
- {\displaystyle L} — характеристическая длина;
- {\displaystyle \sigma } — коэффициент поверхностного натяжения;
- {\displaystyle \rho } — плотность
- {\displaystyle \mathrm {Eo} } — число Этвёша.

Названо в честь советского химика Бориса Владимировича Дерягина.